# توچوکو اولوهی
توچوکو اولوهی (انگلیسی: Tochukwu Oluehi؛ زادهٔ ۲ مهٔ ۱۹۸۷) بازیکن فوتبال اهل نیجریه است.
وی همچنین در تیم ملی فوتبال زنان نیجریه بازی کرده‌است.